# Aurora Consurgens
Aurora Consurgens je duchovně a mysticky zaměřená alchymistická příručka ze 14. století zapsaná v kodexu a doprovázena velkým množstvím poněkud neumělých iluminací dokumentujících alchymistické procesy, které symbolizují význam a užitek z provozování alchymie jako Božího daru. Dílo se připisuje největšímu teologovi středověku, sv. Tomáši Akvinskému, ten však jeho autorem téměř jistě není.
Do češtiny dílo přeložil již pan Bavor Rodovský mladší z Hustiřan v 1585 pod názvem Jitřní záře (vydal Otakar Zachar, 1911), jiný překlad vydal pod latinským názvem D. Ž. Bor v roce 2008.

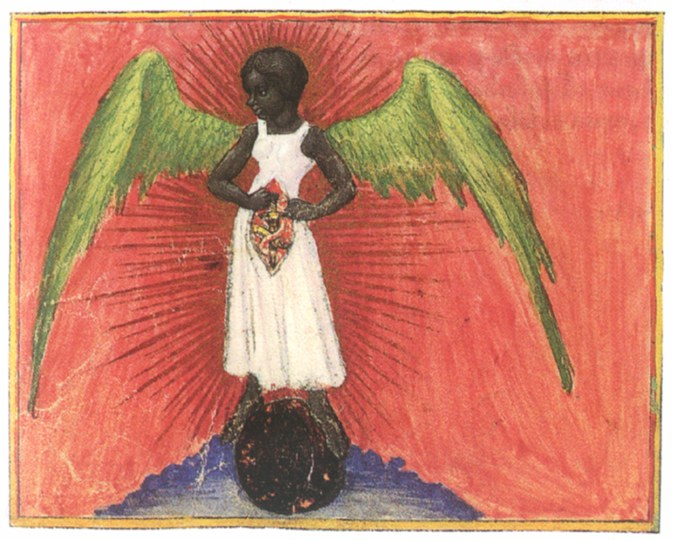
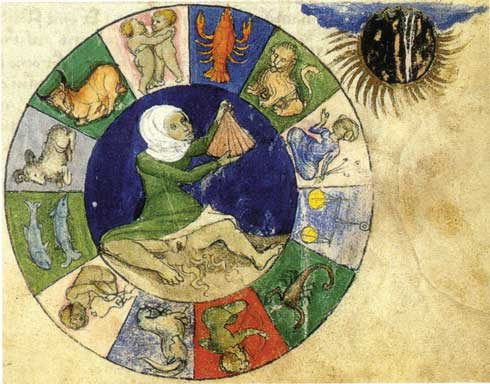
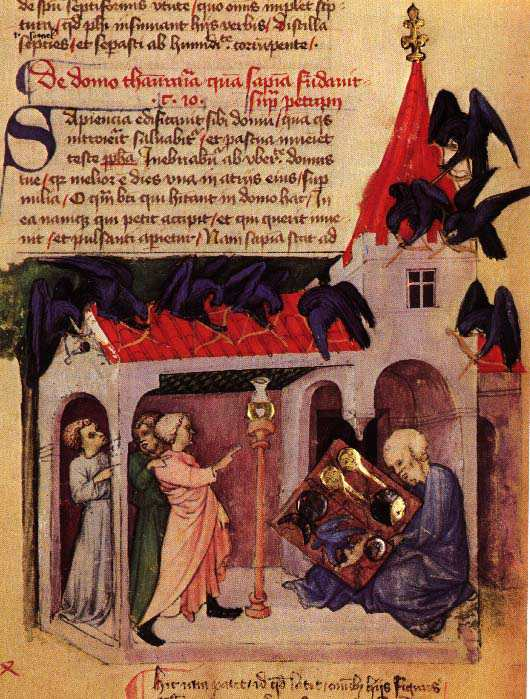
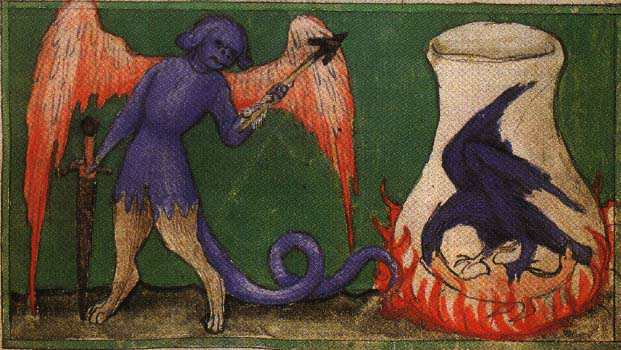
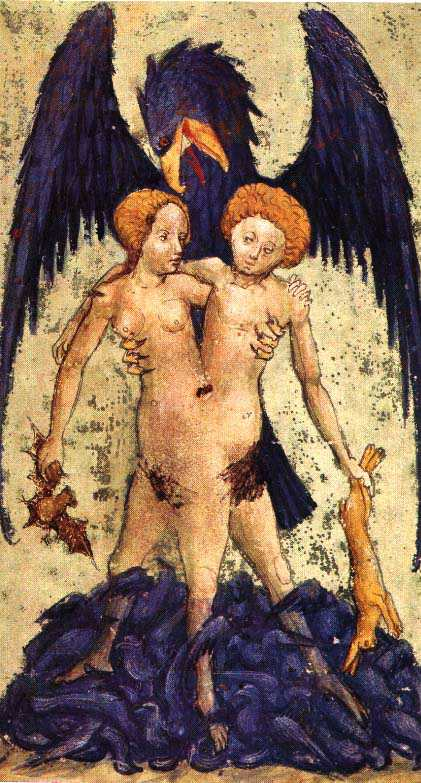
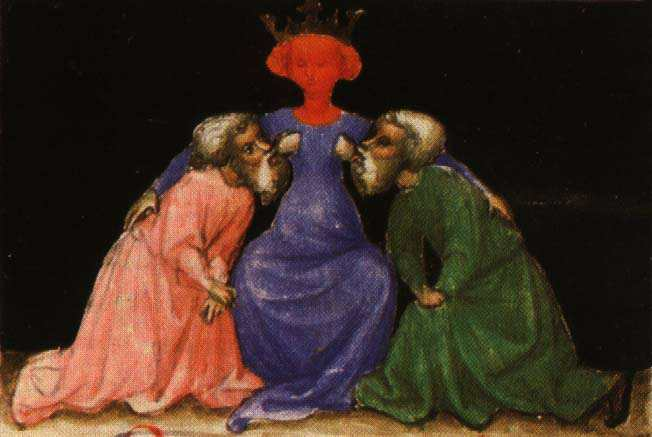
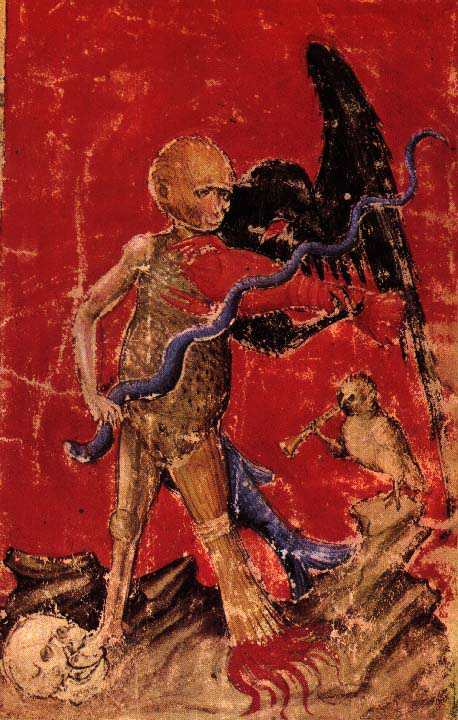
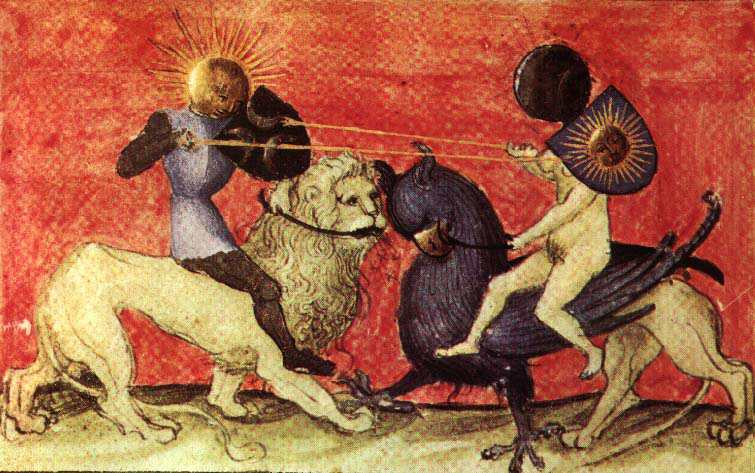